# 航空測量

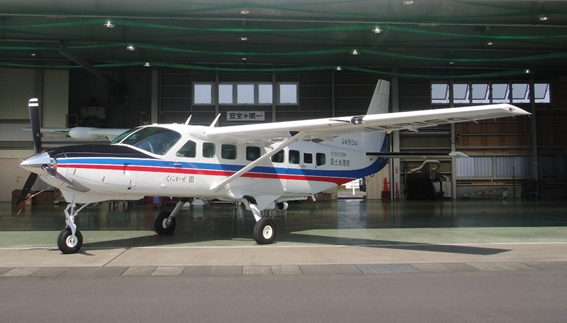
測量用航空機「くにかぜIII」

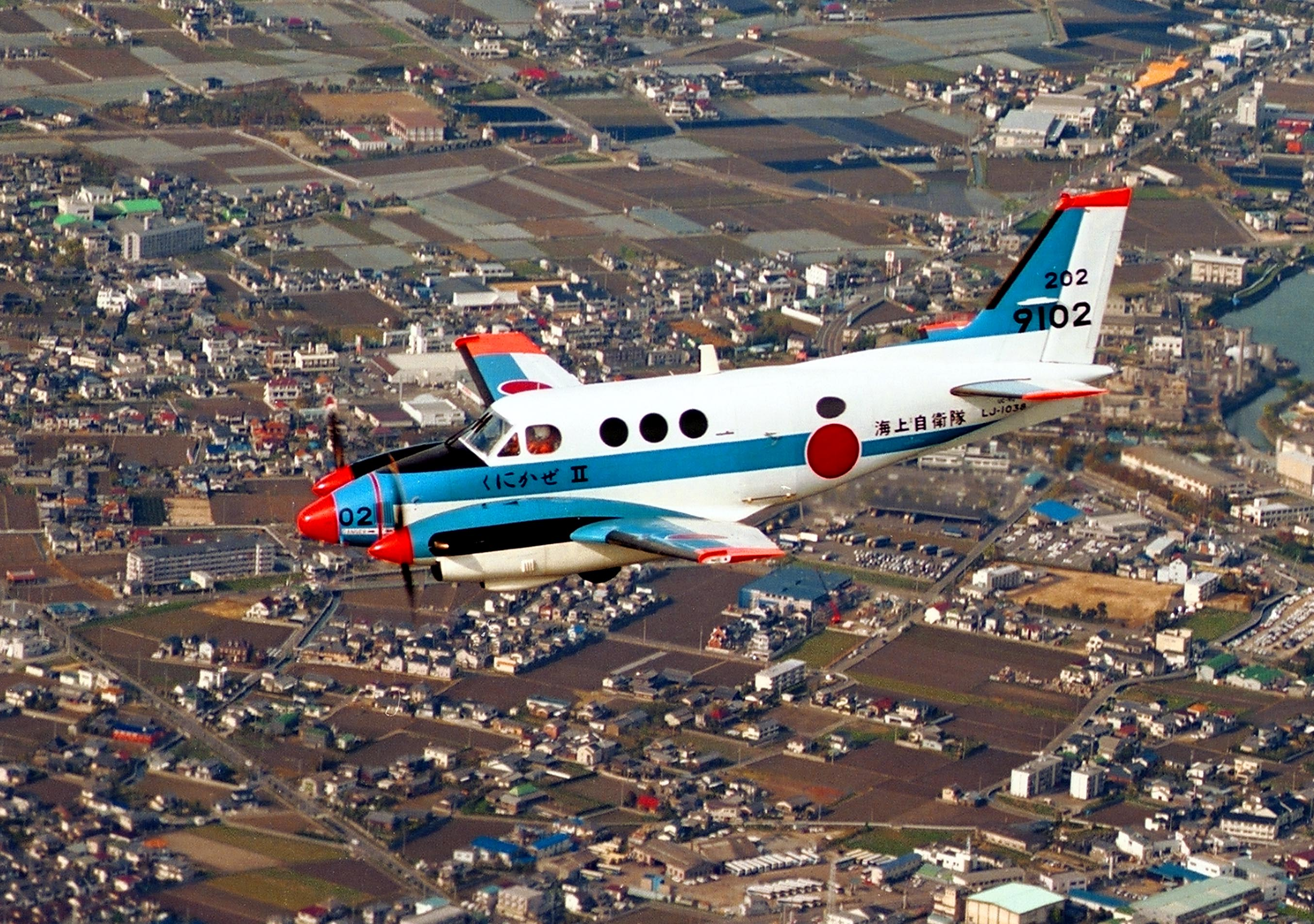
測量用航空機「くにかぜII」

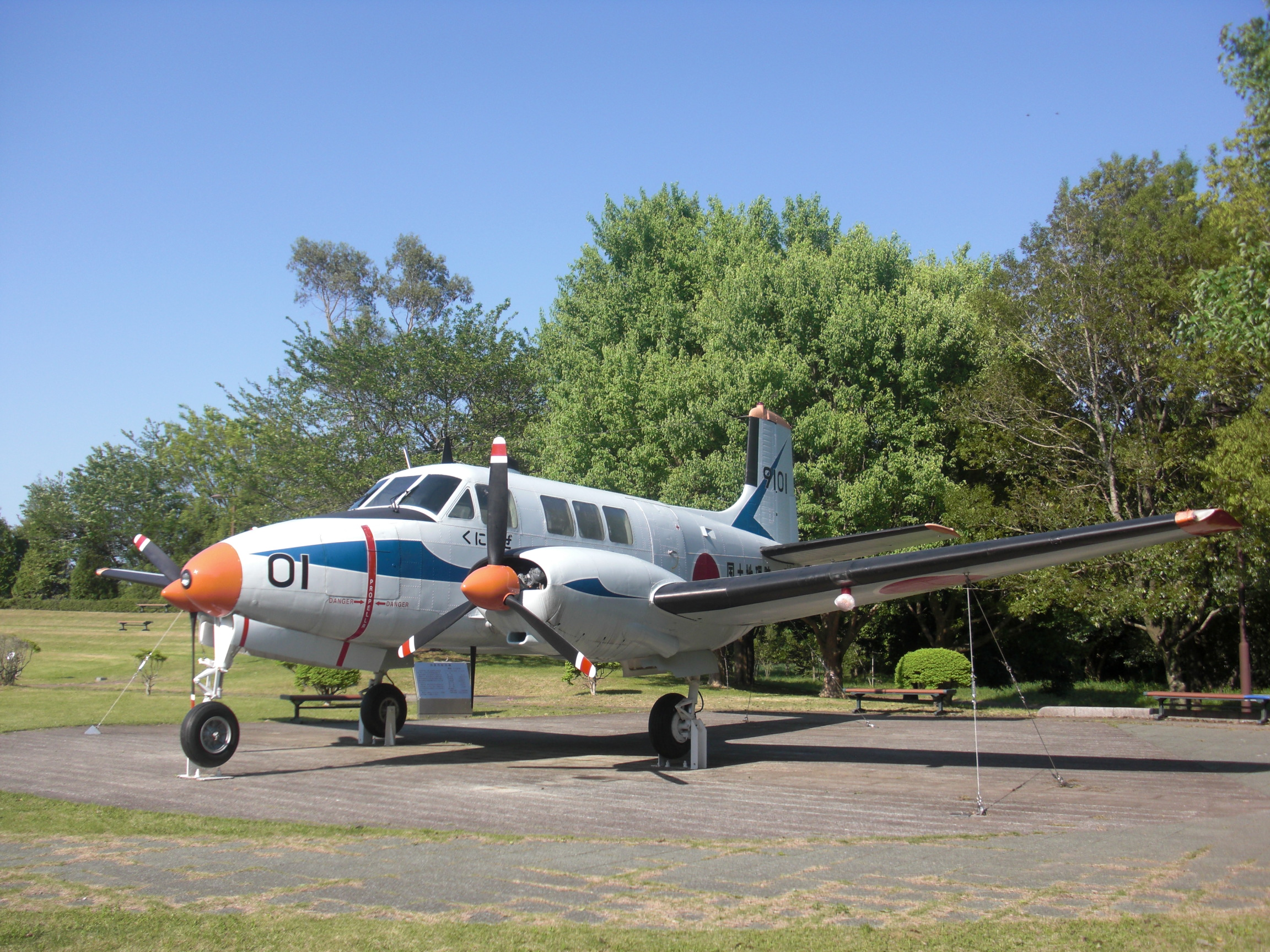
測量用航空機「くにかぜ」
（地図と測量の科学館に展示）

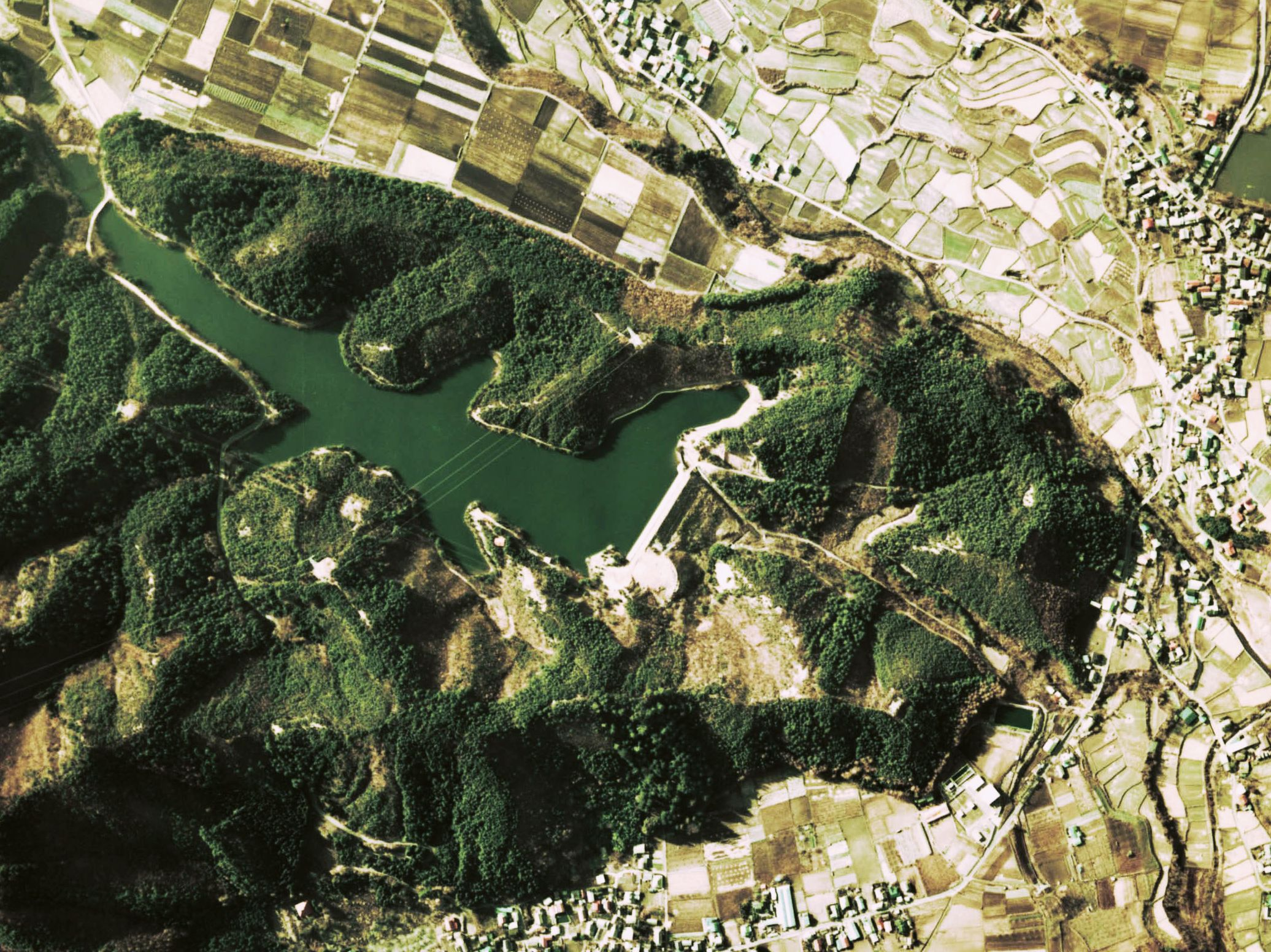
Aerial Photo of Lake Kutsuzawako (1975), Shiojiri city, Nagano prefecture, Japan. 沓沢湖の航空写真(撮影：1975年度)。国土航空写真

航空測量（こうくうそくりょう）とは、飛行機、ヘリコプター、無人航空機（ドローン）などから地上撮影した画像データを利用して地図作成（画像判読含む）することや、地球物理データの環境計測などを行うこと。略語として航測（こうそく）が用いられる。

## 概要
航空測量の「航空写真測量（空中写真測量）」分野は、地形図作成の基盤技術として広く世界で利用されている。また、地球物理データの環境計測の分野では、国土地理院が航空機を使用した「航空磁気測量」の成果として『全国航空磁気異常図』、『火山地域航空磁気測量図』を公表するなどその対象分野は、広範である。航空測量は、「航空写真測量」、「空中写真測量」の同義語とされている。

## 航空写真測量
航空写真測量（空中写真測量）は、写真測量法の分類のひとつである。航空写真（空中写真）は、空中から固定カメラを使用して垂直に撮影された画像写真である。地図作成の場合には、航空機に航測用のFMC装置（シャッタースピードと飛行機の速度の差によって生じる画像のブレを防止）を搭載した広角または普通角レンズカメラを設置し、上空から隣接する写真を60%程度のオーバーラップ（重複率）を持つ垂直航空写真を撮影士が撮影する。その後、空中三角測量、現地調査、図化、編集作業を経て図面を作成する。日本の基本図である2万5千分1地形図や地方公共団体が作成する「都市計画図」の基図なども航空測量によって作成されている。

### 航空三角測量
航空三角測量は、航空写真画像から解析図化機やデジタルステレオ図化機等により、既知の基準点や標定点などの座標をもとに、図化標定に必要なパスポイント（撮影コース間の写真接合点）とタイポイント（隣接撮影コース間の写真接合点）の水平位置と標高を決定する作業のこと。具体的には、相隣り合う2枚の撮影された写真画像を利用してモデルをつくり、標定基準点を用いて標定ができると、順次相隣り合う写真を接続標定して1コース全体を１つのモデルとする作業となる。「航空三角測量」の方法は、図化機による「機械法」とコンピュータを利用して計算する「解析法」がある。

## 航空レーザ測量
航空レーザ測量は、航空機に搭載した（１）レーザ測距装置（レーザスキャナ）から地上にレーザ光を照射し、地上から反射するレーザ光との時間差より得られる地上までの距離（レーザ計測点）と、（２）GNSS測量機、（３）IMU(慣性計測装置)から得られる航空機の位置情報より、地上の標高や地形の形状を調べる測量方法。
（１）レーザ測距装置（レーザスキャナ）は、レーザ光を１秒間に50,000～100,000回発射することにより、地表で50～60cm間隔以下の間隔で計測することができる。なまた、光学カメラを併設しており、地表の画像も同時に取得することができる。
（２）GNSS受信機は、航空機の位置(x,y,z)を知ることができる。一般に地上の電子基準点を利用することにより「連続キネマティック測量」を実現し、地上の測量と同様な高精度の位置測定を可能としている。
（３）IMU(慣性計測装置)は、いわゆるジャイロを改良したもので、飛行機の姿勢や加速度を測ることができる。この測定値によりレーザ光の発射された方向を正しく補正することが可能となる。 　
レーザ計測点の高さは1cm単位で記録され、高さの精度が±15cm程度、水平方向の位置精度が概ね1m程度が一般的である。

## 航空磁気測量
航空磁気測量は、飛行機に磁気センサーを搭載し、面的にデータを取得することで磁場分布を明らかにする測量のこと。観測された磁場から標準的な地球磁場を取り除くことで、 局地的な磁気異常を表した磁気異常図が作成される。日本では国土地理院が測量用航空機「くにかぜ」及び「くにかぜⅡ」により1962年（昭和37年）から1998年（平成10年）にかけて実施し、日本列島及び周辺地域の全国航空磁気異常図が作成された。また、火山地域には磁気異常が大きい場所があることが知られており、1999年（平成11年）から2001年（平成13年）にかけて、岩手山、有珠山、樽前山、北海道駒ヶ岳及びその周辺地域における地下構造を解明する目的で航空磁気測量が実施された。

## 航空重力測量
航空重力測量は、航空機に航空重力計（相対重力計）を搭載して上空から重力を測定する手法のこと。重力計合わせてGNSSや加速度センサー、ジャイロスコープにより航空機の位置や加速度、姿勢を測定し、飛行高度、加速度、機体の傾斜、地球自転による遠心力の効果（エトベス効果）等の影響を補正することにより、最終的な地上の重力値を決定する。日本では国土地理院が民間航空機を使用し、2019年（令和元年）から測定を開始した。航空重力計は、日本重力基準網2016（JGSN2016）に基づいた重力点を参照点に、航空機の位置測定時の基準には、電子基準点が使用される。

## 無人航空機（UAV)を用いた測量
国土交通省国土地理院は、無人航空機（UAV：通称ドローン）を測量で使用できるように、「UAVを用いた公共測量マニュアル（案）」及び「公共測量におけるUAVの使用に関する安全基準（案）」を作成し、2016年3月30日に公表。「UAVを用いた公共測量マニュアル（案）」についても2017年3月31日に改正し、公共測量だけでなく、国土交通省が推進する「i-Construction」に係る測量作業において適用することを前提にしている。測量業者が円滑かつ安全にUAVによる測量を実施できる環境を整えることで建設現場における生産性向上に貢献するとしている。
UAVの自動航行を使って操縦者と補助者を不要にした測量の自動化も進んでいる。

### 遠隔操作無人機の飛行実証
2020年9月から11月までの間、海上保安庁は、青森県の八戸飛行場（海上自衛隊八戸航空基地）にて遠隔操縦無人機SeaGuardian（シーガーディアン）を運航した飛行実証を実施することで「海上保安体制強化に関する方針」に基づき、広域の海洋監視が伴う海上保安庁の捜索救助や災害対応、海上法執行活動などの業務でのRPAシステムの有効性を検証。SeaGuardianのシステムは、逆合成開口レーダー（ISAR）イメージングモードを備えたマルチモード海洋表面探査レーダー、AIS（自動船舶識別装置）情報の受信機、光学カメラと赤外線カメラを搭載した高精細のフルモーションビデオセンサー等で構成。本機は、当該センサー機能により、数千平方海里上の船舶の情報をリアルタイム検出・識別が可能。また、搭載するレイセオン製のSeaVue海洋表面探査レーダーは、船舶ターゲットの連続追跡に加えて、AISトランスミッターのレーダー追跡と連動

。
- 無操縦者航空機の飛行実証
  - 期 間：2020年９月頃から１１月頃まで
  - 場 所：八戸飛行場（海上自衛隊八戸航空基地）
  - 委託業者：アジア航測株式会社
  - 使用機体：ゼネラル・アトミックス社 シーガ―ディアン（ＭＱ-９Ｂ）１機

## 航空測量の歴史
この節の出典は「日本写真測量発達史年表」(1972)を基礎情報としている。
- 1855年 - Andraudが気球から撮影した写真を用いて図化することを試みた。
- 1856年 - パリの写真師ナダールがfr:Petit Bicêtre村（クラマール）を繋留気球上から撮影した。
- 1877年 - 西南戦役において，横山徳三郎が気球から偵察写真を撮影。
- 1878年 - 横山松三郎により陸軍士官学校の上空に浮上する気球から撮影が試みられた[25]。
- 1892年 - 陸地測量手の小倉倹司が陸軍砲工学校敷地内において繋留気球から軍用空中写真の撮影に成功した[25]。
- 1901年 - 航空機の発明
- 1904年 - 写真測量技術の解説（日本への初紹介）[26]
- 1907年 - 中村清二博士が東京地学協会の機関誌「地学雑誌」に「写真測量について」の解説論文（日本で最初に発表された写真測量の論文）を発表した。
- 1911年 - 徳川好敏陸軍工兵大尉が操縦するフランス製ブレリオ式単葉機から同乗の伊藤赳工兵中尉によって日本で最初の飛行機上からの撮影を行った。
- 1914年 大日本帝国海軍の水上機母艦「若宮」所属の2機のモーリス・ファルマン水上機（青島、1914年）

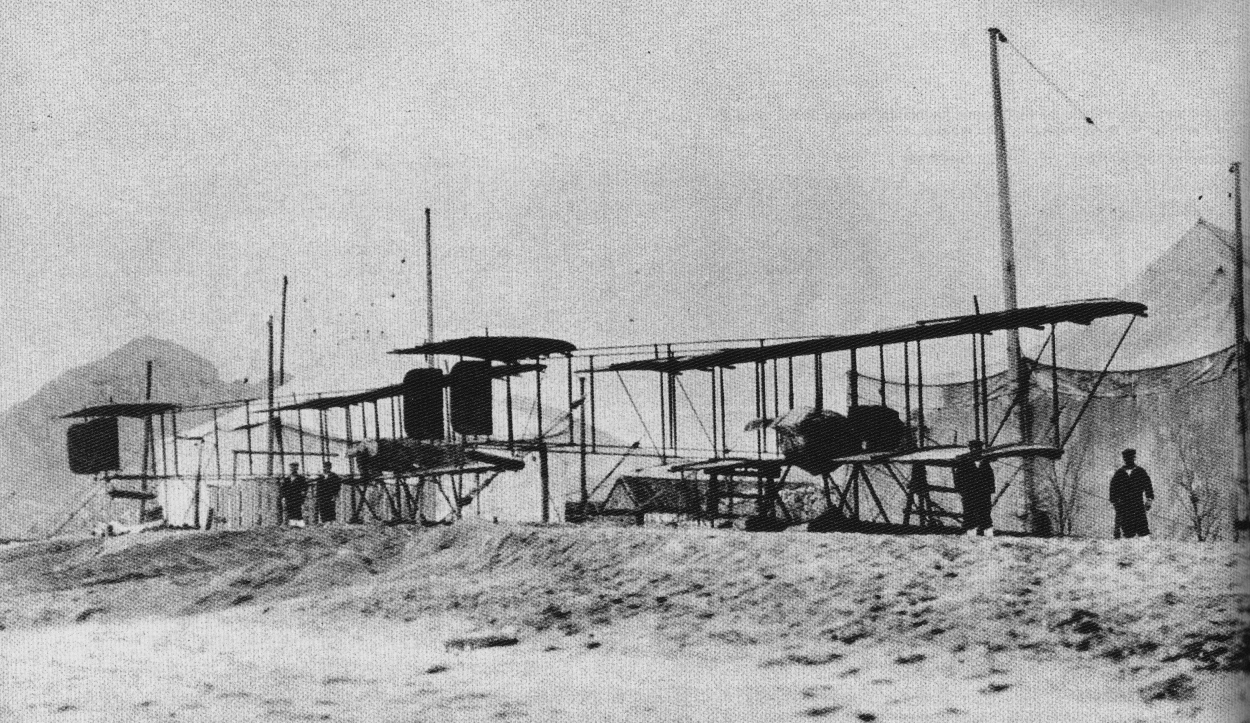
大日本帝国海軍の水上機母艦「若宮」所属の2機のモーリス・ファルマン水上機（青島、1914年）

  - 桜島、2万5千分1地形図作成（図解法による国内初の地上写真測量）
  - 和田秀穂海軍大尉がフランス製の複葉機モーリス・ファルマン機から青島要塞の偵察写真撮影を行った。日本で初めて写真偵察が実際に応用された。
- 1917年 - ドイツ空軍が撮影した偵察写真上にトロイの遺跡が発見される。
- 1919年 - フランス空軍将校団が写真償察を主目的として航空写真撮影の講習を陸軍下志津飛行学校で開催。
- 1921年
  - 第一次大戦の賠償として航空カメラ等が陸軍技術本部に据付けられた。
  - 陸軍航空学校下志津分校の小野門之助砲兵中尉は航空写真判読によって敵陣の機関銃陣地や鉄条網を発見して賞讃を博した。
  - 海軍航空隊がドイツからアルカ型航空写真機4台を購入した。
  - 陸地測量部製図科に大村齊科長以下9名で製図科研究部が設置され，空中および地上写真測量の研究に着手した。
- 1922年 - 陸軍技術本部は埼玉県所沢町付近で400 mの繋留気球を使用し、実体空中写真測量の試験測量を行った。
- 1923年 - 関東大地震が発生。地震直後に下志津飛行学校の佐川績工兵大尉はアメリカのフェアチャイルド社（英語版）製航空写真機によって東京全市の撮影を行った（日本における初の広域表面撮影）。なお、下志津飛行学校が撮影した伊豆の三島付近の航空写真から丹那盆地付近に異常が起っていることが発見され、日本で写真判読が活用された最初の事例となった。
- 1925年
  - 大阪市が各務原陸軍飛行隊に委託して全市域の航空写真を撮影した。
  - 下志津飛行学校は航空写真を利用して既成1万分1図（下志津の約70%の部分）について部分修正測量を行い、1万分1地形図として印刷した。日本における初の航空写真による修正測量。
  - 楽浪王肝墓発掘に際して航空写真を利用した。日本において航空写真が考古学調査に応用された最初の事例。
  - 字都宮高等農林学校教授銅木徳二林学博士が日本で初めて森林航測に関する論文を発表した。
- 1926年（昭和元年）
  - 国際写真測量学会第2回大会がベルリンで開かれ，陸地測量部長大村齊少将が出席した。
  - 陸地測量部は空中写真判読の研究を開始した。
- 1928年 - 水路部は佐世保海軍航空隊の協力を得て朝鮮木浦付近の測量に航空写真を利用した。撮影面積240.5方里。以後は毎年岸線描画に航空写真を利用する。
- 1929年
  - 写真測量の実用化に伴い、陸地測量部発行地形図の図郭外左肩の測量年次の注記に「空中写真測量」が追加される。
  - 技術本部は朝鮮鉄道局の委託を受け、吉恵線建設用として現地測量が至難な合水付近の1/2500測量を実施した。航空写真測量が鉄道建設に応用された最初の事例。
- 1930年
  - 陸地測量部に部長直属の空中写真測量研究委員会が設置された。
  - 「中野」その他数面の空中写真測量による1万分1地形図が初めて陸地測量部の正規の地形図として発行された。
  - 樺太庁が植民計画と森林調査等のために、南樺太の撮影を下志津飛行学校に委託した。
- 1931年 - 帝国森林学会が「航空写真ト其応用」を丸善書店から刊行。
- 1932年
  - 満州航空株式会社創立。上海事変において、呉浦・上海・金山衛から常熟大湖にかけ広域の撮影を行う。
  - 鉄道省熱海建設事務所長平山復二郎が満州を視察し、関東軍・満鉄等での活発な航空写真の利用を見て鉄道省の測量に航空写真を利用するための研究を開始した。
- 1933年
  - 陸地測量部は「空中写真測量研究委員会」を魔止し、「地形科第4班」を編成した。初代班長片岡清工兵少佐。
  - 満州航空が奉天の元兵器廠内に写真班を創設し、都市計画と満鉄委託による撮影と図化を開始。初代班長木本氏房予備役工兵大佐。撮影用飛行機は終始フォッカーのスーパー・ユニバーサルを撮影用に改装して使用した。
  - 鉄道省が豊橋線、山田線および只見線の撮影および写真作業を日本空中作業合資会社に委託して実施。
- 1934年
  - 関東軍測量隊が奉天の旧東北大学構内に発足。
  - 満航写真班が写真部と改称され拡充された。
- 1935年
  - 鉄道省が省直轄で航空写真測量を実施することを決定し、人員・飛行機・写真機等の準備に着手した。
  - 満洲国実業部が全満洲の森林の航空写真調査を実施すると共に、満航写真部に政府職員を派遣して森林査を完了した。
- 1936年
  - 鉄道省は本省建設局に航空写真測量係を設け陸軍の熊谷飛行場を基地として熊谷出張所を設けた。また、写真測量作業室を東京建設工事事務所に設け，同省関係の全国の業務を直営で実施することにした。
  - 鉄道省が「航空写真測量作業標準」を決定し施行。
- 1937年 - 満航写真部が写真処と改称し、新京南嶺の近代的施設に移転・増強した。
- 1938年
  - 臨時空中写真撮影隊が編成され北支に派遺された。隊長は陸地測量部の大内維武工兵中佐で隊の主力と装備は満航職員の招集と徴用によった。翌年までに内蒙全域のほか、北・中支の広域を撮影した。
  - 東大農学部森林学科で航空写真による森林調査に関する講義が開講された。
  - 水路部が横須賀海軍航空隊の撮影に基き横須賀軍港全域の図化を行った。
- 1940年
  - 水路部に航空写真測量班が編成された。
  - 大日本航空輸送が国立市に航測所を創立した。
  - 水路部が佐世保港楠泊地の沿岸地形測量と霞ヶ浦海軍航空隊付近の急速測量、サイパン島とアギーガン島付近の三角測量、サイゴン・タンソン・ビンホア等の作戦用地形測量を航空写真によって実施した。
  - 陸地測量部指導、下志津飛行学校協力で文化映画「空中写真測量」4巻を理研映画社が製作した。
- 1941年
  - タイ国・仏印国境画定のため陸地測量部から技術者が参加した。
  - 陸地測量部はシンゴラ・コタバル・香港等の上陸作戦用略測量を空中写真を利用して実施した。
  - 海南島の占領直後に海南警備付写真測量隊が満州航空から派遣され、全島34,000km2の影撮を行った。
  - 大阪市が1/1万都市計画図を航測法によって作成した。
- 1942年
  - 水路部に南方海軍航路部が置かれ、航空写真測量班はこれに編入された。
  - 満州航空において、柴田秀雄隊長以下240名、九七式重爆撃機6機、輸送機6機の大撮影部隊が編成され、ラバウルに派遣されニューギニヤその他の撮影に従事した。
  - 水路部は海軍航空隊の協力を得て、アリューシャン列島キスカ・ベガ湾の撮影を行った。
- 1943年
  - 関東軍測量隊が関東軍測量部となり、全支の測量隊と写真印刷班を統轄することとなる。
  - 水路部はジャワ島スラバヤに航空写真測量班を合む南方海軍航路部を置き、南方方面の測量基地とした。
  - 陸地測量部は本土決戦用地図を作成するため、苫小枚から台湾東海岸に亘る上陸作戦予想地点について、航空写真を撮影して修正を行った。
- 1944年
  - 南方軍測量司令部がマニラに編成され、南方各地の测量隊を続轄することとなる。
  - 満州航空が満州国領土の90%を撮影し、全満の林地32万km2の撮影と調査を完成した。なお、終戦までに陸海軍の撮影隊および満洲航空等が撮影した地域は、北は満洲・内蒙古全域から北・中支・海南島、東はニューギニヤ、ソロモン群島、西はビルマ南部にまで及んだ。
- 1945年
  - 太平洋戦争が終結
  - 陸海軍の解体命令によって陸地測量部は廃止。9月1日付で地理調査所が内務省の付属機関として設世された。
  - 海軍の解体によって水路部は運輸省の外局となった。
  - 大日本航空、満州航空等も解体され、鉄道省の熊谷格納庫は連合軍に接収、関東軍測量隊や満航写真処等の器材はそのほとんどが破壊された。
  - 陸地測量部、満州航空、関東軍測量隊、大日本航空、鉄道省等に保管されていた膨大なネガフィルム・印画等は、そのほとんどが軍命令によって焼却された。
  - 日本人による航空機の製造と飛行が全面的に禁止された。
- 1946年-米空軍が日本全土を1/40,000にて、平野と鉄道、国道沿線については1/16,000にて撮影を開始した。
- 1947年
  - 三路興業株式会社（現国際航業）が設立される。
  - キャスリン台風による中川周辺の洪水流および冠水調査が災害直後から地理調査所によって行われ、航空写真が活用された。
- 1948年
  - 総理府の部局として建設院が設置され、地理調査所はその付属機関となった。
  - 海上保安庁の発足に伴い、水路部はその内部部局の水路局となった。またアメリカ海軍水路部東京支部は廃止された。
  - 地理調査所は福井地震直後に米軍に被災地の大縮尺航空写真の撮影を依頼し、倒壊家屋等各種の調査が行われ福井地震の被害と地変」の付図として発表した。また同年の福井洪水においても、九頭竜川および日野川沿岸の1/5000撮影が米軍によって実施された。
- 1949年
  - 海上保安庁水路局が水路部となった。
  - 林野庁主催で、国・民有林関係の航測技術者の養成と判読技術の普及を目的とした第1回空中写真測量講習会が高尾山で開催された。
- 1951年 - 日本測量協会が創立された。
- 1952年
  - 日米安全保障条約が発効され、日本人による飛行と航空写真の撮影が可能となった。
  - 米軍写真の複製ネガが日本に移管され、その取扱いについて空中写真取扱規程に代わる政令「ポツダム政令」が公布された。
  - 青木航空が航空機使用事業免許第１号を取得し、国鉄のK-8型カメラによって高尾山付近で試験撮影を行った。
  - 火災保険協会が火災保険の料率決定の資料を得るために東京の旧市内全域の撮影を行った。
- 1953年 - パシフイック航空測量（現パスコ）が設立された。
- 1954年
  - アジア航空測量（現アジア航測）が設立された。
  - 航空写真測量用カメラ、図化機および偏位修正機が重要機械免税品として指定された。
  - 文化財保護委員会が、地理調査所と東大生研丸安研究室の協力を受けて平城宮跡の1/1,000測量を実施した。（撮影：国際航業 セスナ195）
- 1955年 - 日本学術会議が1956年の南極観測隊派遣を決議し、その準備に取り掛った。
- 1956年
  - 第一次南極観測隊が出航した。氷状偵察と写真撮影のためにセスナ180とK-17カメラを持参した。
  - 海上保安庁が、ビーチクラフト機1機を撮影機用に改装。また、シコルスキーS55型ヘリコプターによって青森港の撮影と図化を行った。
  - 日本林業技術協会から「森林航測」が創刊。
  - 九州地方建設局が、八代一鹿児島間の路線調査に航空写真を利用。
- 1957年
  - 第一次南極観測隊が撮影した航空写真を用いて地理調査所は昭和基地と東オングル島の図化を実施した。
  - 水路部がオホーツク海と根室海峡付近について航空写真による海氷調査を行う。以後每年実施。
- 1958年
  - 第2回国連アジア・極東地域地図会議が東京で開かれた。
  - 5月21日 - 航空測量に向かっていた大和航空のデ・ハビランド・カナダ DHC-2（ビーバー）機が宮崎県北川村で墜落。乗員4人死亡[27]。
- 1959年
  - ブエノスアイレスで開かれた第3回アルゼンチン南極シンポジウムに「昭和基地周辺の氷河地質に関する写真判読結果」が報告された。
  - 伊勢湾台風の災害調査に、赤外写真を含む航空写真が利用された。
  - 地理調査所は撮影用飛行機ビーチクラフト機「くにかぜ」を購入した。
- 1960年
  - 地理調査所が国土地理院に昇格、「国土基本図」事業「くにかぜ」による撮影が開始された。
  - 丸安隆和とアジア航測が「天然色航空写真」と「赤外線航空写真とその応用」に関するこ研究を取りまとめ、生産技術研究所報告に発表した。
  - 水路部が空中写真測量によって灯台位置の決定を行った。
- 1961年
  - 航空自衛隊に偵察航空隊が発足。（第501飛行隊、使用機：RF-86F）
- 1962年
  - 国土地理院が航空地磁図測量を初めて実施した。
  - 西尾元充が茨城県石岡市付近の航空写真上に中世の館跡を発見した。また東洋航空事業(現朝日航洋)が所沢市西方丘陵上の縄文遺跡がソイル・マークとして航空写真上に表われていることを確認した。
- 1963年
  - 昭和38年豪雪調査のため、科学技術庁長官の要請により防衛庁は自衛隊偵察機により12万枚の航空写真撮影を行い、雪害調査資料を提供した。
  - 日本工営のネパール王国カルナリ河ダム工事の一環として、航空写真測量所が同王国の24万km2を撮影した。日本の航測会社による海外撮影の第1号である。
- 1964年 - 新潟地震の災害調査のため、科学技術庁の要請に基づき防衛庁を初め航測数社によって広範囲の表面撮影と災害中心地の大縮尺撮影が実施され、噴砂・洪水・破堤・建物の傾斜等各種の調査が行われた。
- 1966年 - 石油資源開発技術研究所に航空写真研究室が設置された。
- 1967年
  - 林野庁が「民有林空中写真測量規程」を制定された。
  - 建設省技術研究会議で「空中写真判読」が指定課題に採択された。
- 1968年 - 小笠原諸島が日本に復帰し、国土地理院が撮影と図化を実施した。
- 1971年 - 航空写真のオペレーターを対象として航空写真影撮に関する講習が行われた。
- 1972年
  - 国土地理院は国土基本図による写真図を全面的にオルソフォト方式に切変えることを決定した。
  - 一部民間航空測量会社等（国際、パスコ、大洋、八州、東北）が、航空写真撮影を専門とする協業会社として共立航空撮影株式会社を発足した。
- 1974年
  - 国土地理院が精密測地網測量を開始した。
  - 航空自衛隊偵察航空隊にRF-4Eが配備される。
- 1983年
  - 国土地理院2万5千分1地形図全国整備が完了、1万分1地形図の整備を開始。
  - 国土地理院測量用航空機「くにかぜ」が退役し、「くにかぜⅡ」が運用開始。
- 1984年 - 「くにかぜⅡ」により日本全国の航空磁気測量が開始される。
- 1989年（平成元年） - 運輸省が「測量の日」（6月3日）制定
- 1992年 - 航空自衛隊偵察航空隊にRF-4EJが配備される。
- 1993年 - 航空自衛隊偵察情報処理隊が発足。
- 1994年 - 国土地理院が全国電子基準点整備を開始
- 1996年 - 国土地理院 地図と測量の科学館が開館。
- 2001年 - 測量法改正され、日本測地系から世界測地系に移行。
- 2006年 - 陸域観測技術衛星「だいち」(ALOS)打上げ
- 2007年
  - 地理空間情報活用推進基本法の制定
  - 「くにかぜⅡ」に航空測量用デジタル航空カメラ「Ultra Cam D」が導入される。
- 2009年 - 「くにかぜⅡ」が退役し、「くにかぜⅢ」が運用開始。運航は民間委託となり、前述の共立航空撮影が運航を受託。
- 2010年
  - Ｇ空間ＥＸＰＯ開催（パシフィコ横浜）
  - 準天頂衛星「みちびき」初号機打上げ
- 2014年 - 国土地理院2万5千分1地形図の整備完了
- 2016年 - 国土地理院ランドバード（無人航空機(UAV)を使った測量支援を行う部署）が発足。
- 2017年
  - 準天頂衛星「みちびき」2号機、3号機、4号機打上げ
  - 日本重力基準網2016（JGSN2016）が公表。
- 2019年（令和元年） - 近代測量150年、日本における航空重力測量が開始される。
- 2020年
  - 航空自衛隊偵察航空隊が部隊廃止され、無人航空機「RQ-4 グローバルホーク」部隊（臨時偵察航空隊）にその役割を引き継ぐ。
  - 海上保安庁が、八戸飛行場（海上自衛隊八戸航空基地）にて遠隔操縦無人機シーガーディアンを運航した飛行実証を実施。

## 航空測量の役割
ここでは、国土交通省国土地理院の測量用航空機「くにかぜIII」の運用内容について紹介する。災害発生時においては、官民の航空測量機関が、被災地の航空機による航空写真撮影等による最新データを取得し関係機関へ提供している。平時は、航空測量による地形図作成、文化財保護、国土の強靭化計画や産業支援に寄与する一方で、ドローン、航空レーザー測量など新たな測量技術・研究開発・対応も官民連携して担っている。
- 災害時の運用
  - 撮影可能地域:東京都小笠原支庁を除く全国
  - 災害対応対象:地震時：震度6弱以上で被害の発生状況を踏まえ対応を検討、その他の災害：被害の発生状況等を踏まえ対応を検討
  - ビデオカメラ撮影による映像取得:状況により実施
- 平常時の運用:当初の撮影範囲:災害時対応を考慮し、本州・四国を中心とした地域を想定した撮影を実施
  - 電子国土基本図（地図情報）即時修正用のスポット撮影
  - 電子国土基本図（オルソ画像）整備用の小地域撮影
  - 火山地域警戒としての平常時撮影
  - 航空機SAR（合成開口レーダ）観測
  - 防災訓練
  - 災害時対応撮影・情報収集訓練
  - 調査研究撮影

## 航空測量が登場する作品

### テレビ
- "国土地理院". 『ザ・バックヤード 知の迷宮の裏側探訪』. 2025年2月19日. NHK Eテレ。など